# Monterrey Open 2011 - Qualificazioni singolare
Le qualificazioni del singolare  del Monterrey Open 2011 sono state un torneo di tennis preliminare per accedere alla fase finale della manifestazione. I vincitori dell'ultimo turno sono entrati di diritto nel tabellone principale. In caso di ritiro di uno o più giocatori aventi diritto a questi sono subentrati i lucky loser, ossia i giocatori che hanno perso nell'ultimo turno ma che avevano una classifica più alta rispetto agli altri partecipanti che avevano comunque perso nel turno finale.

## Giocatrici

### Teste di serie
1. Varvara Lepchenko (secondo turno)
2. Lucie Hradecká (qualificata)
3. Laura Pous Tió (qualificata)
4. Virginie Razzano (secondo turno)

1. Patricia Mayr-Achleitner (primo turno)
2. Christina McHale (secondo turno)
3. Arantxa Rus (ritiro a causa di una malattia)
4. Alison Riske (ultimo turno)

### Qualificate
1. Aleksandra Wozniak
2. Lucie Hradecká

1. Laura Pous Tió
2. Eléni Daniilídou

## Tabellone qualificazioni

### 1ª sezione
|  | Primo turno     | Primo turno              | Primo turno        | Primo turno | Primo turno |  |  | Secondo turno       | Secondo turno       | Secondo turno       | Secondo turno       | Secondo turno       |   |   | Ultimo turno       | Ultimo turno       | Ultimo turno       | Ultimo turno | Ultimo turno |  |
|  |                 |                          |                    |             |             |  |  |                     |                     |                     |                     |                     |   |   |                    |                    |                    |              |              |  |
|  | 1               | Varvara Lepchenko        | Varvara Lepchenko  | 6           | 6           |  |  |                     |                     |                     |                     |                     |   |   |                    |                    |                    |              |              |  |
|  | WC              | Camila Fuentes           | Camila Fuentes     | 3           | 0           |  |  | 1                   | Varvara Lepchenko   | Varvara Lepchenko   | 1                   | 5                   |   |   |                    |                    |                    |              |              |  |
|  |                 | Aleksandra Wozniak       | Aleksandra Wozniak | 6           | 7           |  |  |                     | Aleksandra Wozniak  | Aleksandra Wozniak  | 6                   | 7                   |   |   |                    |                    |                    |              |              |  |
|  | WC              | Tímea Babos              | Tímea Babos        | 4           | 5           |  |  |                     |                     |                     |                     |                     |   |   | Aleksandra Wozniak | Aleksandra Wozniak | Aleksandra Wozniak | 6            | 7            |  |
|  | Laura Thorpe    | Laura Thorpe             | 5                  | 6           | 7           |  |  |                     |                     | Nastas'sja Jakimava | Nastas'sja Jakimava | Nastas'sja Jakimava | 4 | 6 |                    |                    |                    |              |              |  |
|  | Arina Rodionova | Arina Rodionova          | 7                  | 1           | 5           |  |  | Laura Thorpe        | Laura Thorpe        | Laura Thorpe        | 3                   | 5                   |   |   |                    |                    |                    |              |              |  |
|  |                 | Nastas'sja Jakimava      | 1                  | 7           | 6           |  |  | Nastas'sja Jakimava | Nastas'sja Jakimava | Nastas'sja Jakimava | 6                   | 7                   |   |   |                    |                    |                    |              |              |  |
|  | 5               | Patricia Mayr-Achleitner | 6                  | 65          | 2           |  |  |                     |                     |                     |                     |                     |   |   |                    |                    |                    |              |              |  |

### 2ª sezione
|  | Primo turno       | Primo turno           | Primo turno       | Primo turno | Primo turno |  |  | Secondo turno | Secondo turno    | Secondo turno    | Secondo turno | Secondo turno |   |   | Ultimo turno | Ultimo turno   | Ultimo turno   | Ultimo turno | Ultimo turno |  |
|  |                   |                       |                   |             |             |  |  |               |                  |                  |               |               |   |   |              |                |                |              |              |  |
|  | 2                 | Lucie Hradecká        | 6                 | 3           | 6           |  |  |               |                  |                  |               |               |   |   |              |                |                |              |              |  |
|  |                   | Anastasija Pivovarova | 4                 | 6           | 1           |  |  | 2             | Lucie Hradecká   | 5                | 6             | 6             |   |   |              |                |                |              |              |  |
|  | Alt               | Catalina Castaño      | 6                 | 65          | 0           |  |  |               | Heather Watson   | 7                | 2             | 2             |   |   |              |                |                |              |              |  |
|  |                   | Heather Watson        | 2                 | 7           | 6           |  |  |               |                  |                  |               |               |   |   | 2            | Lucie Hradecká | Lucie Hradecká | 6            | 6            |  |
|  | Maša Zec Peškirič | Maša Zec Peškirič     | Maša Zec Peškirič | 65          | 3           |  |  |               |                  |                  | Jamie Hampton | Jamie Hampton | 3 | 1 |              |                |                |              |              |  |
|  | Jamie Hampton     | Jamie Hampton         | Jamie Hampton     | 7           | 6           |  |  |               | Jamie Hampton    | Jamie Hampton    | 6             | 7             |   |   |              |                |                |              |              |  |
|  |                   | Eva Birnerová         | Eva Birnerová     | 4           | 4           |  |  | 6             | Christina McHale | Christina McHale | 3             | 64            |   |   |              |                |                |              |              |  |
|  | 6                 | Christina McHale      | Christina McHale  | 6           | 6           |  |  |               |                  |                  |               |               |   |   |              |                |                |              |              |  |

### 3ª sezione
|  | Primo turno         | Primo turno          | Primo turno         | Primo turno | Primo turno |  |  | Secondo turno        | Secondo turno        | Secondo turno        | Secondo turno     | Secondo turno     |   |   | Ultimo turno | Ultimo turno   | Ultimo turno   | Ultimo turno | Ultimo turno |  |
|  |                     |                      |                     |             |             |  |  |                      |                      |                      |                   |                   |   |   |              |                |                |              |              |  |
|  | 3                   | Laura Pous Tió       | Laura Pous Tió      | 6           | 6           |  |  |                      |                      |                      |                   |                   |   |   |              |                |                |              |              |  |
|  | WC                  | Carolina Betancourt  | Carolina Betancourt | 4           | 0           |  |  | 3                    | Laura Pous Tió       | Laura Pous Tió       | 6                 | 7                 |   |   |              |                |                |              |              |  |
|  | Anna-Lena Grönefeld | Anna-Lena Grönefeld  | Anna-Lena Grönefeld | 4           | 5           |  |  |                      | Corinna Dentoni      | Corinna Dentoni      | 3                 | 63                |   |   |              |                |                |              |              |  |
|  | Corinna Dentoni     | Corinna Dentoni      | Corinna Dentoni     | 6           | 7           |  |  |                      |                      |                      |                   |                   |   |   | 3            | Laura Pous Tió | Laura Pous Tió | 6            | 6            |  |
|  | Sesil Karatančeva   | Sesil Karatančeva    | 4                   | 6           | 6           |  |  |                      |                      |                      | Sesil Karatančeva | Sesil Karatančeva | 1 | 3 |              |                |                |              |              |  |
|  | Lesja Curenko       | Lesja Curenko        | 6                   | 2           | 4           |  |  | Sesil Karatančeva    | Sesil Karatančeva    | Sesil Karatančeva    | 6                 | 7                 |   |   |              |                |                |              |              |  |
|  |                     | Mariana Duque Mariño | 1                   | 6           | 6           |  |  | Mariana Duque Mariño | Mariana Duque Mariño | Mariana Duque Mariño | 2                 | 5                 |   |   |              |                |                |              |              |  |
|  | Alt                 | Ahsha Rolle          | 6                   | 3           | 2           |  |  |                      |                      |                      |                   |                   |   |   |              |                |                |              |              |  |

### 4ª sezione
|  | Primo turno           | Primo turno           | Primo turno           | Primo turno | Primo turno |  |  | Secondo turno | Secondo turno         | Secondo turno         | Secondo turno | Secondo turno |   |   | Ultimo turno | Ultimo turno     | Ultimo turno     | Ultimo turno | Ultimo turno |  |
|  |                       |                       |                       |             |             |  |  |               |                       |                       |               |               |   |   |              |                  |                  |              |              |  |
|  | 4                     | Virginie Razzano      | Virginie Razzano      | 6           | 6           |  |  |               |                       |                       |               |               |   |   |              |                  |                  |              |              |  |
|  | WC                    | Ivette Lopez          | Ivette Lopez          | 1           | 1           |  |  | 4             | Virginie Razzano      | 6                     | 4             | 5             |   |   |              |                  |                  |              |              |  |
|  | Eléni Daniilídou      | Eléni Daniilídou      | Eléni Daniilídou      | 6           | 6           |  |  |               | Eléni Daniilídou      | 3                     | 6             | 7             |   |   |              |                  |                  |              |              |  |
|  | María Irigoyen        | María Irigoyen        | María Irigoyen        | 2           | 0           |  |  |               |                       |                       |               |               |   |   |              | Eléni Daniilídou | Eléni Daniilídou | 6            | 6            |  |
|  | Sílvia Soler Espinosa | Sílvia Soler Espinosa | Sílvia Soler Espinosa | 6           | 6           |  |  |               |                       | 8                     | Alison Riske  | Alison Riske  | 3 | 4 |              |                  |                  |              |              |  |
|  | Ol'ga Savčuk          | Ol'ga Savčuk          | Ol'ga Savčuk          | 1           | 3           |  |  |               | Sílvia Soler Espinosa | Sílvia Soler Espinosa | 0             | 5             |   |   |              |                  |                  |              |              |  |
|  |                       | Sally Peers           | Sally Peers           | 2           | 3           |  |  | 8             | Alison Riske          | Alison Riske          | 6             | 7             |   |   |              |                  |                  |              |              |  |
|  | 8                     | Alison Riske          | Alison Riske          | 6           | 6           |  |  |               |                       |                       |               |               |   |   |              |                  |                  |              |              |  |